# Bailão do Rionegro & Solimões
Bailão do Rionegro & Solimões é uma coletânea da dupla sertaneja Rionegro & Solimões, lançada em 2000 pela Universal Music. Reunindo o melhor do repertório animado da dupla, o álbum tem destaque para "Peão Apaixonado", "De São Paulo à Belém", "Bate o Pé" e "Casa Cheia". O álbum foi certificado com disco de ouro pelas 100.000 cópias vendidas.

## Faixas
1. Casa Cheia
2. Peão Apaixonado
3. Tô Doidão
4. Bate o Pé
5. De São Paulo à Belém
6. No Pique do Rodeio
7. A Gente Se Entrega
8. De Cara Cheia
9. Rei da Festa
10. Brete de Solidão
11. Saudade Pulou No Peito
12. Deixe a Poeira Subir
13. Enlouquecer de Paixão
14. Trem Bão

## Certificações
| País          | Certificação | Data | Certificado de vendas |
| ------------- | ------------ | ---- | --------------------- |
| Brasil - ABPD | Ouro         | 2006 | 100.000               |